# Casa Buddenbrook
La Casa Buddenbrook (en alemán Buddenbrookhaus) es un edificio que data de 1758 ubicado en el no. 4 en Mengstraße de la ciudad de Lübeck en el estado de Schleswig-Holstein (Alemania). Desde principios de los años 1840 hasta 1891 perteneció a la familia Mann. Albergó durante décadas las oficinas de la Compañía Mann y fue visitado a menudo por los escritores Thomas y Heinrich Mann. El edificio debe su nombre a la novela Los Buddenbrook de Thomas Mann, que le valió al autor el Premio Nobel en 1929. Fue reconstruido después de un bombardeo durante la Segunda Guerra Mundial. Desde 2000 alberga el Heinrich-und-Thomas-Mann-Zentrum dedicado a Thomas y Heinrich Mann. Tiene una fachada de estilo rococó  de color blanco con un frontón.

## Descripción
El edificio ubicado en el no. 4 de la Mengstraße se encuentra cerca de la iglesia de Santa María y del Ayuntamiento. Tiene una fachada de estilo rococó, típica de las casas patricias alemanas. En el portal tiene la inscripción latina Dominus providebit (El Señor proveerá), acompañada de la fecha 1758. En la parte superior tiene dos estatuas que representan el tiempo y el bienestar.

## Historia
El edificio fue construido en 1758 según un diseño de Johann Michael Croll. El bisabuelo de Thomas y de Heinrich Mann, Johann Segmund Mann, fundó una empresa de cereales y se instaló en Lübeck en 1794.
La casa pasó a ser propiedad de la familia Mann a partir de 1841 (o 1842), cuando fue comprada por Johann Segmund Mann. La sede de la Compañía Mann se estableció en el edificio, que siguió en manos de la familia Mann hasta 1891, cuando la empresa cesó su actividad.

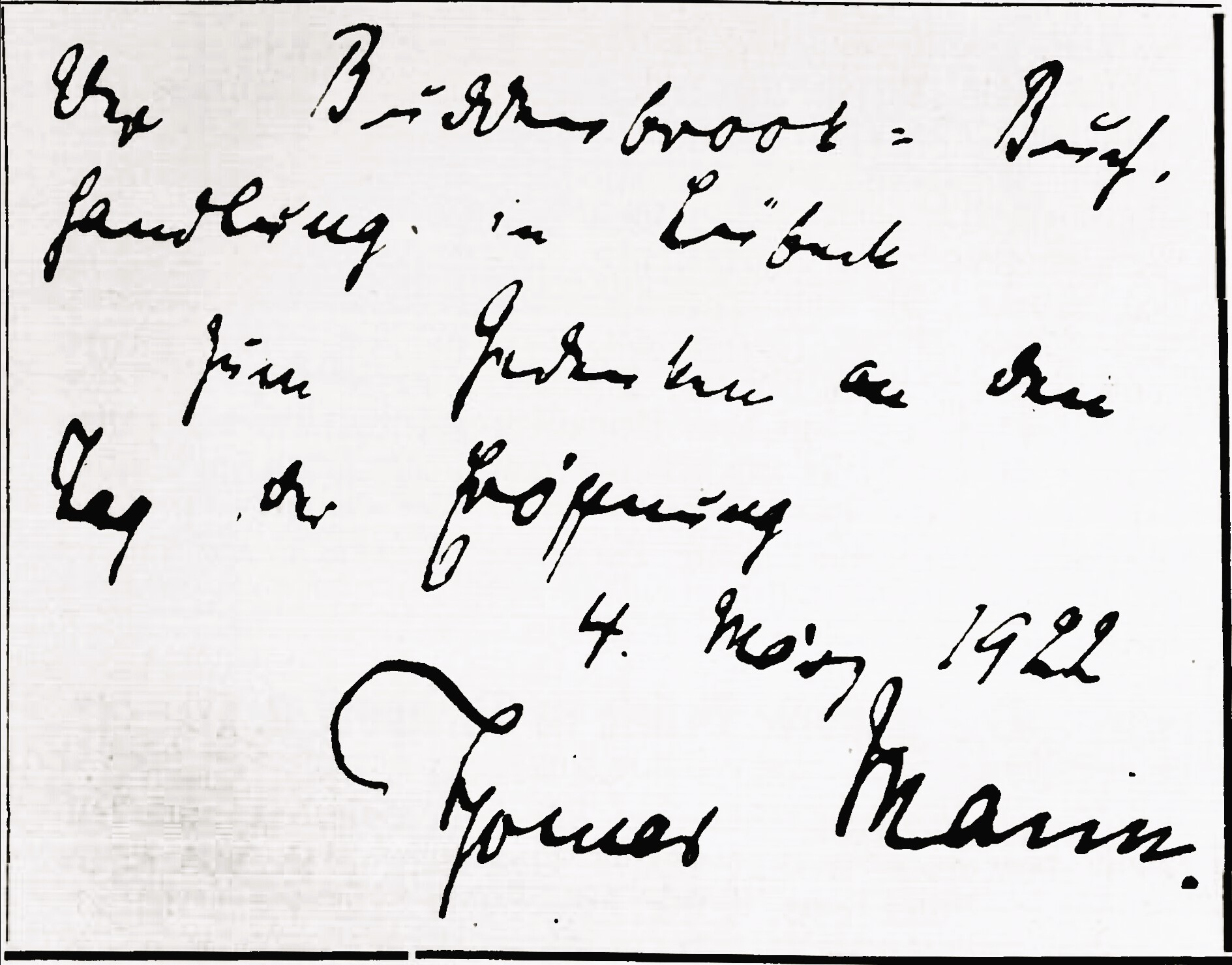
Firma de Thomas Mann

El edificio es el escenario principal de la novela Los Buddenbrook de Thomas Mann, la cual le valió al autor el Premio Nobel de Literatura en 1929.
En los años 1920, la casa fue utilizada como biblioteca, la Buddenbrooks-Buchhandlung ("Biblioteca Buddenbrooks"), inaugurada en 1922 en presencia de Thomas Mann. Esta cesó su actividad en 1933, con la llegada del nazismo.
En 1942 fue destruida por un bombardeo de la Segunda Guerra Mundial. En los años 1950 Thomas Mann y su esposa se tomaron una fotografía frente a lo que quedaba del edificio.
En 1993 fue comprada por la ciudad de Lübeck, que en 2000 estableció un museo dedicado a la familia Mann.

### El museo
El museo, dividido en 5 plantas ilustra, a través de fotografías, películas, etc., la vida de Heinrich y Thomas Mann y sus descendientes (Erika, Klaus, Golo, Michael, Elisabeth y Monika). También se dedica un amplio espacio a la novela Los Buddenbrook.
El museo está estructurado en orden cronológico y dividido en seis secciones: parte de los orígenes de la familia Mann (en la sección Orígenes) para finalmente llegar a las huellas dejadas a posteridad por él (en la sección Pistas). 
Las otras secciones se titulan: "Partida" (sección que traza la salida de Lübeck de los hermanos Mann), "Caminos de la vida", "Sufrimiento por Alemania" y "Adioses".

## Galería

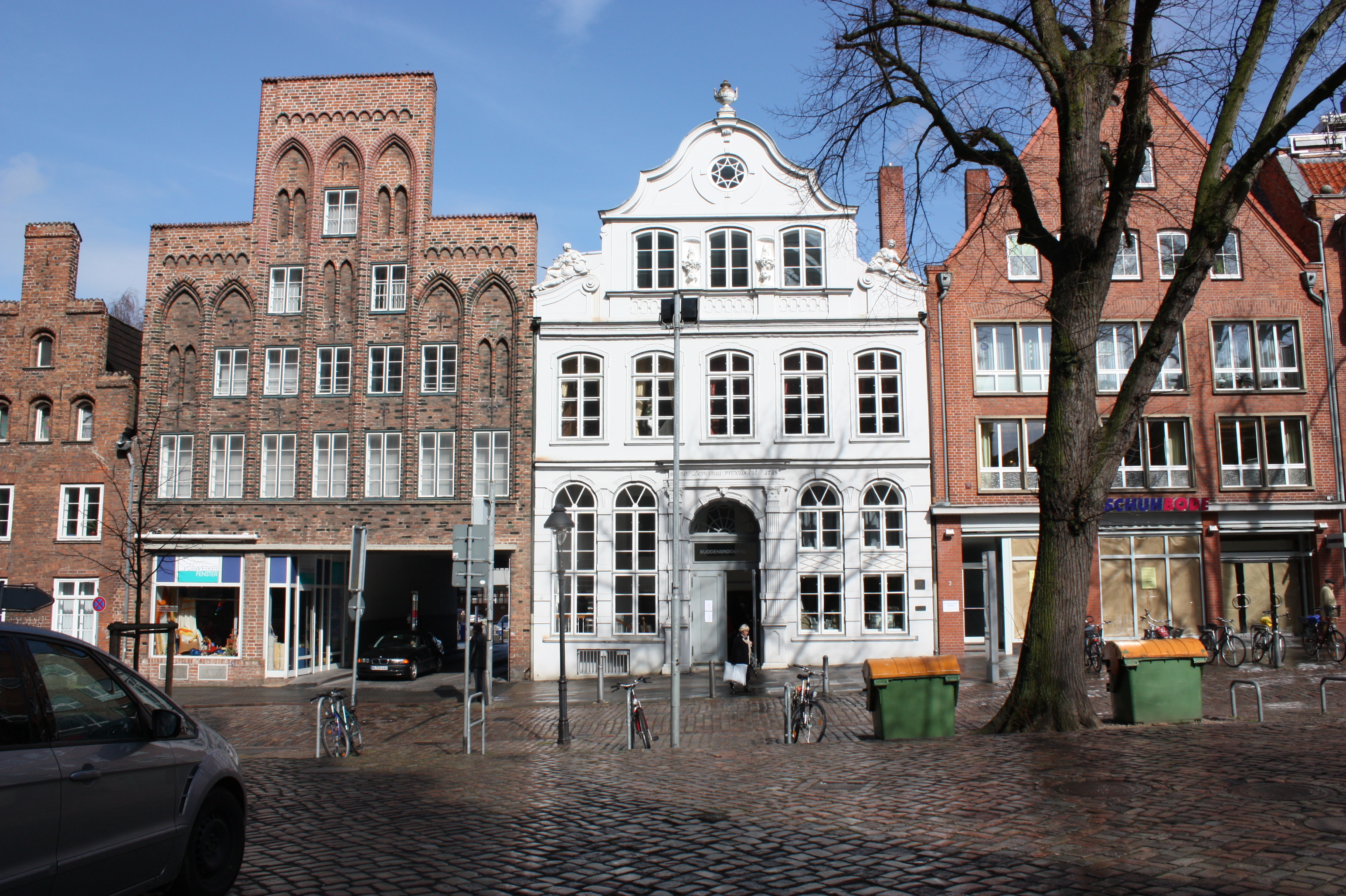
La Mengstraße, en Lübeck
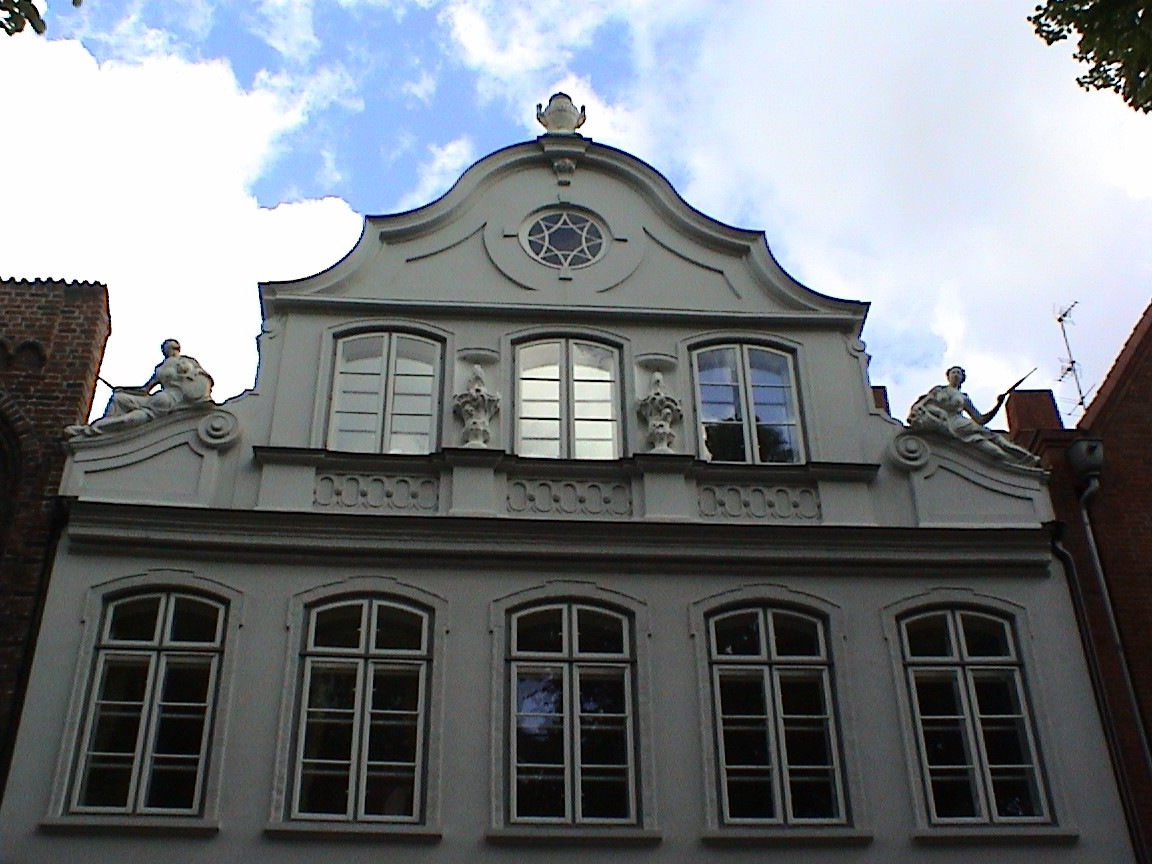
El frontón
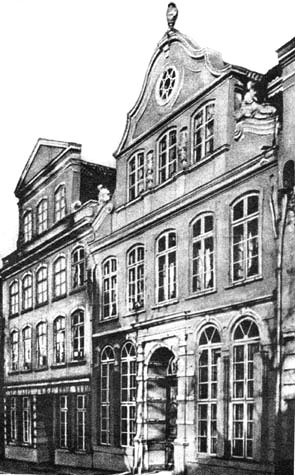
El edificio en 1870
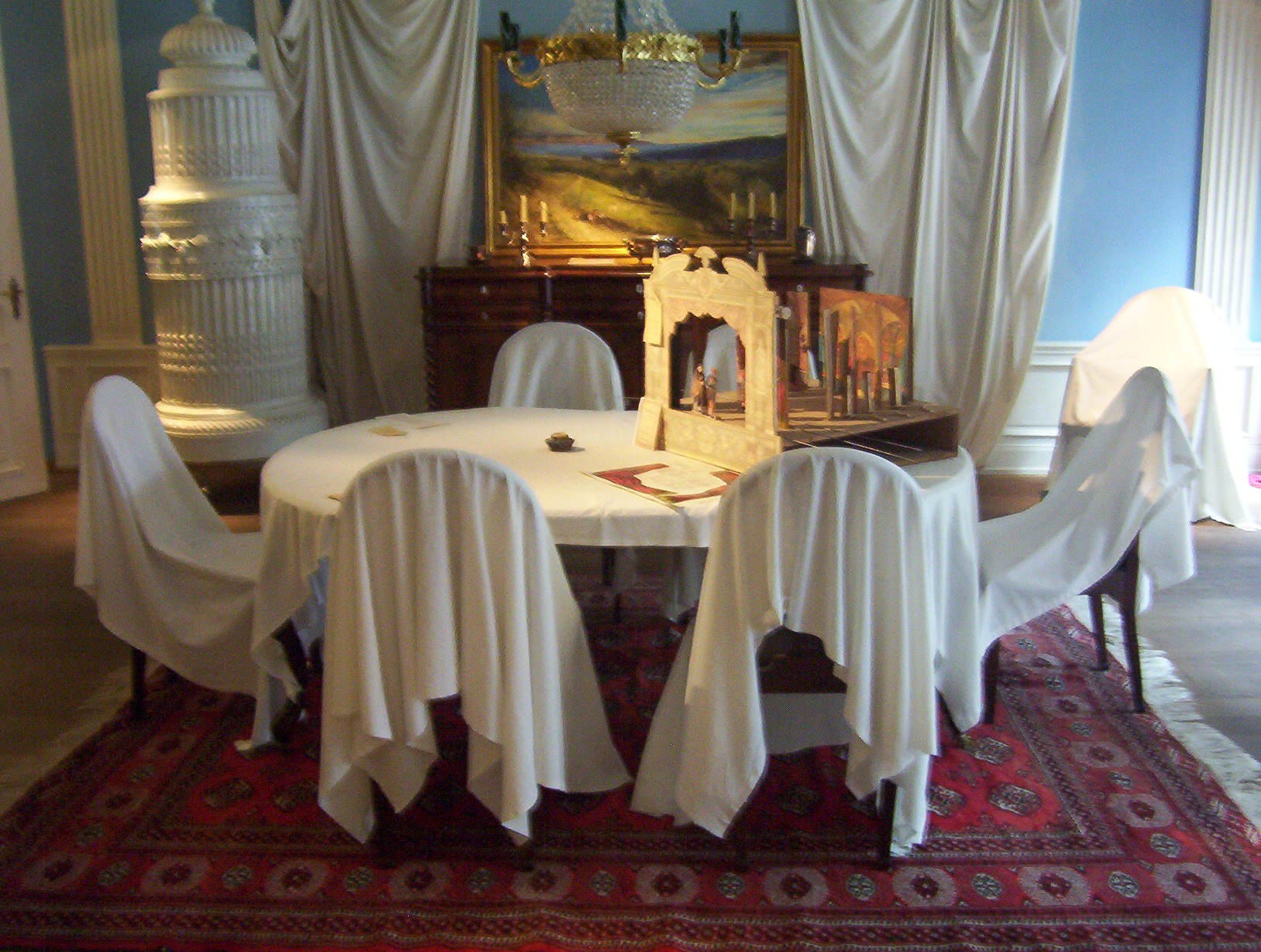
El comedor